# 幻幻之交
是一部2024年美國真人動畫奇幻喜劇電影，由約翰·卡拉辛斯基編劇、導演和製作。主演陣容包括萊恩·雷諾斯、卡拉辛斯基、費歐娜·蕭、菲比·沃勒-布里奇、小路易斯·格塞特和史提夫·加維。電影2024年5月17日由派拉蒙影業發行。

## 前情提要
故事環繞著一名經歷人生最艱難時期的少女碧亞展開，碧亞在深陷艱難時期之際，開始看到每個人的想像中的朋友因現實生活中的朋友長大而被拋在後面，隨著碧亞逐漸接觸這些想像中的朋友，她也展開了一段探索心靈的奇幻經歷。

## 演員
- 凱莉·佛萊明（英语：Cailey Fleming）飾演碧亞（Bea）
- 萊恩·雷諾斯飾演卡爾（Cal）
- 約翰·卡拉辛斯基飾演碧亞之父
- 費歐娜·蕭飾演祖母
- 艾倫·金飾演班傑明（Benjamin）
- 麗莎·科倫-扎亞斯（英语：Liza Colón-Zayas）飾演珍妮特（Janet）
- 鮑比·莫尼漢（英语：Bobby Moynihan）飾演傑瑞米（Jeremy）
- 凱瑟琳·妲妲里奧歐（Catharine Daddario）飾演碧亞之母

### 配音
- 史提夫·加維聲演藍藍（Blue）
- 菲比·沃勒-布里奇聲演開花（Blossom）
- 小路易斯·格塞特聲演熊
- 艾美莉·賓特聲演獨角獸
- 马特·达蒙聲演花
- 玛雅·鲁道夫聲演盟友（Ally）
- 山姆·洛克威尔聲演S狗（SDog）
- 賽巴斯汀·曼尼斯卡爾科（英语：Sebastian Maniscalco）聲演魔術師鼠
- 克里斯多弗·馬洛尼聲演柯斯莫（Cosmo）
- 理查德·詹金斯聲演動畫人偶
- 奧卡菲娜聲演章魚貓（Octocat）
- 約翰·卡拉辛斯基聲演棉花糖
- 布蕾克·萊芙莉聲演章魚
- 喬治·克隆尼聲演太空人
- 馬修·瑞斯聲演幽靈
- 布萊德利·庫柏聲演冰水
- 艾米·舒默聲演小熊軟糖
- 基根-麥可·凱聲演史萊姆
- 喬恩·史都華聲演機器人
- 布萊德·彼特聲演凱斯（Keith）

## 製作

### 前期製作
2019年10月，派拉蒙影業出價贏得了由約翰·卡拉辛斯基和萊恩·雷諾斯開發項目《想像朋友》（Imaginary Friends）的版權，卡拉辛斯基將擔任導演。2021年5月，卡拉辛斯基的週日夜製片公司和雷諾斯的Maximum Effort與派拉蒙簽署了首映協議。2021年10月，菲比·沃勒-布里奇和費歐娜·蕭加入了演員陣容。2022年1月，史提夫·加維、艾倫·金、凱莉·佛萊明和小路易斯·格塞特加入劇組。這部電影重聚了在《我們的辦公室》（2005至2013年）中一起出演的卡拉辛斯基和加維。2022年8月，鮑比·莫尼漢加入演員陣容。

### 拍攝
主體拍攝於2022年8月31日開始，由亞努斯·卡明斯基擔任電影攝影師。於2023年5月初殺青。

## 發行
這部電影，先於2024年5月8日在法國發行，並計劃於2024年5月17日由派拉蒙在美國影院上映。原定於2023年11月17日和2024年5月24日。

## 迴響

### 評價
爛番茄根據207條評論，本片獲得50%的新鮮度，平均得分5.8／10，觀眾的好評度為77%，平均得分4／5。在Metacritic上，本片獲得46分。

### 票房
| 上一届： 《猩球崛起：王國誕生》 | 2024年美國週末票房冠軍 第20週 | 下一届： 《芙莉歐莎：瘋狂麥斯傳奇篇章》 |

## 外部連結
- 官方网站
- 互联网电影数据库（IMDb）上《幻幻之交》的资料（英文）
- Metacritic上《幻幻之交》的資料（英文）
- Box Office Mojo上《幻幻之交》的资料（英文）
- AllMovie上《幻幻之交》的资料（英文）
- 爛番茄上《幻幻之交》的資料（英文）
- 開眼電影網上《幻幻之交》的資料（繁體中文）
- 豆瓣电影上《幻幻之交》的資料 （简体中文）